# Ponta Mina
Ponta Mina ist ein Stadtteil der Hauptstadt São Tomé auf der Insel São Tomé im Inselstaat São Tomé und Príncipe. 2012 wurden 984 Einwohner gezählt.

## Geographie
Der Stadtteil liegt zentral zwischen der Bucht Baía Ana Chaves im Nordwesten, dem Parque Popular im Norden mit dem Viertel Rua da Caixa und dem Estádio Nacional 12 de Julho im Südosten. Nach Süden schließen sich die Viertel Atrás do Estádio und Quilombo. Das Viertel wird nach Westen begrenzt von der gleichnamigen Straße Ponta Mina und im Süden von der geraden Avenida Kwame N'kruma.
In dem Viertel befindet sich die Botschaft der Volksrepublik China (Embaixada da China).